# Wyczółki (województwo podlaskie)
Wyczółki – wieś w Polsce położona w województwie podlaskim, w powiecie siemiatyckim, w gminie Nurzec-Stacja. Leży w pobliżu granicy z Białorusią.
W latach 1975–1998 miejscowość należała administracyjnie do województwa białostockiego.
Prawosławni mieszkańcy wsi należą do parafii Opieki Matki Bożej w Zubaczach, a wierni kościoła rzymskokatolickiego parafii Podwyższenia Krzyża Świętego w Tokarach.